# Casa Pairal Fundació Privada
Casa Pairal Fundació Privada és una residència de gent gran a Vilassar de Mar, en funcionament des dels primers anys del segle xx i constituïda com a Fundació el 1950. El 2015 aquesta entitat va rebre la Creu de Sant Jordi "per la continuïtat i l'eficàcia de la seva dedicació a les persones amb unes instal·lacions de qualitat, amb prestacions àmplies i amb la professionalitat d'un equip d'atenció integral des del punt de vista mèdic, social i psicològic.".